# Tulkarem
Tulkarem o Tulkarm (àrab: طولكرم, Ṭūlkarm; hebreu: טול כרם‎) és una ciutat de Palestina al nord de les muntanyes de Samaria a la governació de Tulkarem al nord-oest de Cisjordània: limita amb els districtes israelians de Netanya i Haifa a l'oest, i de Nablus i Jenin a l'est. La població el 2017 era de 64,532 habitants, incloent els del campament de refugiats Nur Shams; del seu territori de 28.793 dúnams, 6.500 estan ocupats per colònies, infraestructures i el mur de separació.

## Història
Tulkarem hauria estat fundada pels cananeus vers el 3000 aC. Els romans hi van tenir també una estació o lloc de comerç a Berat Soreqa a la part alta de les muntanyes de Samaria. La regió fou anomenada Tulkarm al segle vii pels àrabs i voldria dir «muntanya bonica» o «muntanya de les vinyes» (de l'arameu Tur Karama).
La ciutat no existia aleshores i s'esmenta per primer cop el 1265 sota els mamelucs; Bàybars I la va donar llavors en iqtà a dos dels seus generals: Badr-ad-Din Bassari aix-Xamsí as-Salihí i Badr-ad-Din Baylik al-Khaznadarí. S'esmenta sota domini otomà a partir del segle xvi com un poble de la nàhiya de Kakun a la província de Nablus. El 1548/1549 tenia 190 llars (prop de 1.000 habitants), però cinquanta anys després havia baixat a 156 llars (menys de 800 habitants). La ciutat gairebé no apareix els segles xvii i XVIII. Al segle xix tenia uns 900 habitants. El 1892 fou separada de la nàhiya de Kakun i agregada a la de Bani Sab, on va esdevenir la seu d'un kaza de nova creació del sandjak de Nablus. El 1908 fou un nus ferroviari cap al Hijaz, Egipte i el sud de Palestina, Haifa, Akka, Jerusalem, Nablus, Ramal·lah i el Líban-Síria i Transjordània. El govern local l'exercia la família Burqawi. Fou la base del 8è exèrcit otomà durant la I Guerra Mundial.
El 1918 va caure en mans dels britànics que la van conservar dins el mandat de Palestina (1920). En el cens de Palestina de 1931 tenia 4.540 habitants musulmans, 1.555 cristians, 300 jueus, 100 samaritans i 75 drusos; i el 1937 consta amb uns 6.000 habitants.
El 1945, la ciutat de Tulkarem era la capital administrativa del subdistricte de Tulkarm de Palestina. Tenia una població de 8.090 habitants, tots palestins.
Durant la guerra de 1948–49, i la neteja ètnica per part d'Israel de la població nadiua palestina en els territoris que ocupà per crear l'estat d'Israel, la ciutat va ser testimoni d'una gran afluència de palestins que havien estat desplaçats i expulsats de les seves terres i llars.
Des del final de la guerra, Tulkarm fou molt afectada per la seva ubicació al llarg de la línia de l'armistici. La ciutat va perdre l'accés a la major part de les pròpies terres rurals que havien estat sota la seva jurisdicció, i molts dels pobles dels voltants van passar a formar part d'Israel, i la seva població expulsada.
Del 1947 al 1967 fou part de Jordània. La població va augmentar per l'arribada dels refugiats (1948). Fou ocupada per Israel el 1967, com al resta de Cisjord+ània, i roman des d'aleshores coma territori ocupat. Els palestins que van perdre propietats, cases i terres durant la guerra de 1948-1949 no van poder tornar-hi, i els colons israelians van començar a construir assentaments il·legals sota legislació internacional a les terres de Cisjordània als voltants de Tulkarm.
Arran dels acords d'Oslo de 1993 entre Israel i l'Organització per l'Alliberament de Palestina (OAP), el control de Tulkarm va ser transferit a l'Autoritat Nacional Palestina (ANP) el 10 de desembre de 1995, convertint-se en la tercera ciutat palestina de la qual es van retirar les forces israelianes. Durant els primers anys de la Segona Intifada, Israel va reocupar temporalment Tulkarem. L'administració militar israeliana sobre Tulkarm va acabar el 2005, quan el control de la ciutat va ser retornat a l'ANP.
Després de l'esclat de la segona intifada, aquell intercanvi econòmic a través de la línia de l'armistici es va aturar i Tulkarem va patir una crisi econòmica important. L'any 2003 es va construir la barrera de formigó, l'anomenat mur de l'apartheid, al llarg de la vora oest de la ciutat, i augmentà la seva dependència de Nablus i Jenin, al sud-est i al nord-est, respectivament, per a l'intercanvi econòmic i social.
La ciutat des de l'ocupació Israeliana de 1967 ha estat escenari de nombrosos incidents. Les tropes israelianes van envair militarment Tulkarem en diverses ocasions, malgrat estar nominalment sota sobirania de l'Autoritat Palestina, causant víctimes i capturant presoners, destruint habitatges i infraestructures civils de la ciutat, i sobretot, al camp de refugiats de Nur Shams.
La darrera etapa del conflicte, amb la guerra entre Israel i els Palestins que començà l'octubre de 2023, les forces d'ocupació israelianes van realitzar nombroses invasions de la ciutat. El 19 d'octubre la incursió israeliana va acabar amb 13 ciutadans palestins morts (5 infants) i un soldat mort. El novembre, un altre soldat israelià morí en una acció dels combatents de la resistència. El 17 de desembre, en un altre atac israelià, 5 veïns de Tulkarem van morir quan les tropes israelianes van impedir que les ambulàncies poguessin arribar als ferits i els paramèdics van ser detinguts. El 4 de gener 3 nois van morir pels trets de soldats israelians, que després atropellaren els cadàvers. El 13 de gener un adolescent morí pels cops dels soldats israelians. El 17 de gener els soldats israelians mataren 5 persones més en un altre atac. Un jove morí pels trets dels soldats israelians el 4 de febrer a Kafr Jammal. El 7 de febrer els soldats mataren 2 homes en un atac israelià a Nur Shams. El 19 de febrer un altre raid de les forces d'ocupació matà 2 persones. El 12 de març les tropes israelianes mataren 2 homes més en un nou atac. El 21 de març, en un dels atacs israelians més violents, 4 persones moriren a Tulkarem. A l'abril, en un atac al camp de Nur Shams, les forces d'ocupació israelianes mataren 14 persones deixant una gran destrucció. El 16 de maig 3 nois moriren en una altra invasió dels soldats israelians.

## Cultura
Són coneguts els vestits tradicionals de les dones de Tulkarem, llisos i de color fosc amb brodats, propis de lesdones rurals eren del nord de Palestina. Avui, el brodat és la principal font d'ingressos per a les dones de la ciutat. Les imatges brodades més populars són els mapes de la Palestina històrica. El plat palestí muixakhan és popular a la ciutat. Tulkarem comparteix moltes de les seves característiques culturals amb les veïnes Haifa, Jenin, Nablus, Qalqilia i Jaffa.
Un parc d'atraccions de Tulkarm anomenat Mega Land atrau desenes de milers de visitants durant les vacances musulmanes.
En l'actualitat, la Universitat Tècnica Palestina- Kadoorie es troba a Tulkarem, També hi ha dos campus de la Universitat Nacional An-Najah. El camp de refugiats de Tulkarem s'ha convertit en una mini-ciutat pròpia i representa gairebé una sisena part dels residents
.